# Javvi Elias
Javier Elias Irigoyen Soto (Santa Cruz de la Sierra, 27 de febrero de 1997), más conocido por su nombre artístico Javvi Elias, es un artista de nacionalidad boliviana reconocido por su trabajo en el ámbito de la música pop, destacando como cantante, compositor y productor.También muestra su versatilidad como actor,  habiendo sido certificado por la academia HAPA tras su formación bajo la guía de Reinaldo Pacheco.
Ha sido galardonado con tres Premios Maya en Bolivia, obteniendo reconocimientos significativos como "Artista Revelación del Año", "Artista con Mayor Proyección Internacional" y "Artista del Año 2023". Además, ha sido galardonado con el premio Bolivia Music Awards como "Mejor Artista Pop" en dos ocasiones consecutivas, en los años 2022 y 2023.
Javvi se distingue como el primer artista boliviano en registrar la presencia simultánea de dos canciones en el Top Viral 50 de Spotify Bolivia, ambas situadas entre las diez más populares durante cinco semanas consecutivas. Este hito fue alcanzado con "El Universo A Tu Favor" (en la posición #7) y "Desconoci2" (en la posición #1).

## Carrera artística
A los 17 años, fundó y lideró Midnight Dreamers, una banda de pop en inglés que destacó por recibir reconocimientos internacionales, llegando a la final del International Songwriting Competition, y por sus presentaciones en escenarios de renombre en ciudades como Miami, Boston, Washington, Nueva York y Los Ángeles.Sin embargo, en 2021, la banda se disolvió, ya que Javvi decidió emprender su carrera como solista y explorar nuevas oportunidades musicales.
Debutó como solista el 17 de junio de 2022 con su sencillo "Desconoci2", que obtuvo gran éxito en Bolivia y Latinoamérica. Esta canción pop acumuló más de 300 mil visitas en YouTube y 200 mil reproducciones en Spotify, además de volverse viral en TikTok y otras plataformas. Su éxito se atribuye en parte a su destacada actuación en el Respira Bolivia Vol 2 el 3 de septiembre de 2022, la cual se viralizó en las redes sociales, llevándolo a alcanzar los puestos #1 y #7 del top 50 viral de Bolivia en Spotify con sus sencillos "Desconoci2" y "El universo a tu favor", respectivamente.
Javvi se desenvuelve en un entorno familiar, contando con su padre, Javier Irigoyen, como su manager desde el inicio de su carrera, y su madre, Viviana Soto, como diseñadora de vestuario. Fue precisamente esta estrecha relación con sus padres lo que inspiró a fusionar sus nombres para crear su nombre artístico.
En marzo de 2023, Javier Elias, legó a la final del International Songwriting Competition con su canción 'Desconoci2', enfrentando a miles de compositores de todo el mundo, destacando como finalista en la categoría Latina.Aunque no logró colocarse en los primeros puestos, recibió una merecida mención honorífica por su destacada participación.
A principios de febrero de 2024, Luis Vega y Javvi Elias lanzaron el tema "Voy a Desaparecer", una canción de desamor que rápidamente se convirtió en la más escuchada en toda Bolivia. Este éxito lo llevó al puesto número uno en las tendencias de YouTube, acumulando más de 1 millón de reproducciones en menos de dos semanas. Además, el tema logró ingresar al Top 100 de Apple Music Bolivia y figurar en los Top Virales de Spotify Bolivia, superando a reconocidos artistas de la industria. El tema fue posteriormente reconocido en los Bolivia Music Awards 2024, donde obtuvo los galardones a Mejor Canción del Año y Mejor Colaboración.

## Discografía
Álbumes de estudio con Midnight Dreamers
- 2019: Dreamer

## Sencillos
| Sencillos como solista - 2021: Contigo (ft. Blezzing & Tbaze) - 2022: Desconoci2 - 2022: El universo a tu favor - 2023: Suave - 2023: TIC TAC - 2023: El Porsche - 2023: DIVVA - 2023: Encamotao - 2024: Voy a desaparecer (ft. Luis Vega) - 2024: Merezco perderte - 2024: Ur Gangsta (ft. Ángel Dior) - 2025: Van Gogh - 2025: Maldita Suerte | Sencillos con Midnight Dreamers - 2016: Cake by The Ocean - 2017: Fall (ft. Awaio) - 2017: Dream On - 2017: Héroe (ft. Blezzing) - 2018: Rule the World - 2018: I’ll Hold You - 2019: Dreamer - 2019: Girl - 2019: Cold - 2019: Barú - 2021: Eres tú |

## Premios y nominaciones

### Bolivia Music Awards
| Año  | Categoría                        | Trabajo           | Resultado | Ref.   |
| ---- | -------------------------------- | ----------------- | --------- | ------ |
| 2021 | Video del año                    | Eres tú           | Nominado  | [ 15 ] |
| 2021 | Grupo del año                    | Midnight Dreamers | Nominado  | [ 15 ] |
| 2022 | Canción del Año                  | Desconoci2        | Nominado  | [ 4 ]  |
| 2022 | Mejor Artista Pop                | Él mismo          | Ganador   | [ 4 ]  |
| 2022 | Artista Masculino Del Año        | Él mismo          | Nominado  | [ 4 ]  |
| 2023 | Canción del Año                  | El Porsche        | Nominado  | [ 5 ]  |
| 2023 | Compositor del año               | Él mismo          | Nominado  | [ 5 ]  |
| 2023 | Mejor Artista Pop                | Él mismo          | Ganador   | [ 5 ]  |
| 2023 | Artista Masculino Del Año        | Él mismo          | Nominado  | [ 5 ]  |
| 2024 | Mejor Artista Pop                | Él mismo          | Nominado  | [ 16 ] |
| 2024 | Cantautor del Año                | Él mismo          | Nominado  | [ 16 ] |
| 2024 | Canción del Año                  | Voy a desaparecer | Ganador   | [ 16 ] |
| 2024 | Mejor Colaboración               | Voy a desaparecer | Ganador   | [ 16 ] |
| 2024 | Video del Año                    | Voy a desaparecer | Nominado  | [ 16 ] |
| 2024 | Mejor Colaboración Internacional | Ur Gangsta        | Nominado  | [ 16 ] |
| 2024 | Artista Masculino Del Año        | Él mismo          | Nominado  | [ 16 ] |

Nota: En 2021, Javvi Elias participó como miembro de la banda Midnight Dreamers, y no como artista solista.

### International Songwriting Competition
| Año  | Categoría     | Trabajo    | Resultado          | Ref.   |
| ---- | ------------- | ---------- | ------------------ | ------ |
| 2020 | Música Latina | Barú       | Mención honorífica | [ 12 ] |
| 2023 | Música Latina | Desconoci2 | Mención honorífica | [ 12 ] |

Nota: En 2020, Javvi Elias participó como miembro de la banda Midnight Dreamers, y no como artista solista.

### Premios Maya
| Año  | Categoría                 | Trabajo           | Resultado | Ref.   |
| ---- | ------------------------- | ----------------- | --------- | ------ |
| 2018 | Grupo Musical Revelación  | Midnight Dreamers | Ganador   | [ 17 ] |
| 2021 | Grupo de Mayor Proyección | Midnight Dreamers | Ganador   | [ 17 ] |
| 2023 | Artista Boliviano del Año | Él mismo          | Ganador   | [ 17 ] |

Nota: En 2018 y 2021, Javvi Elias participó como miembro de la banda Midnight Dreamers, y no como artista solista.